# Блер Сент-Клер
Блер Сент-Клер (англ. Blair St. Clair; 16 травня 1995) — американська Дрег-квін, співачка, більше відома участю в 10 сезоні RuPaul's Drag Race.

## Біографія
Сент-Клер в штаті Індіана, 16 травня 1995 року. Вона відвідувала середню школу в Індіанаполісі, де брала участь у виставах театру.

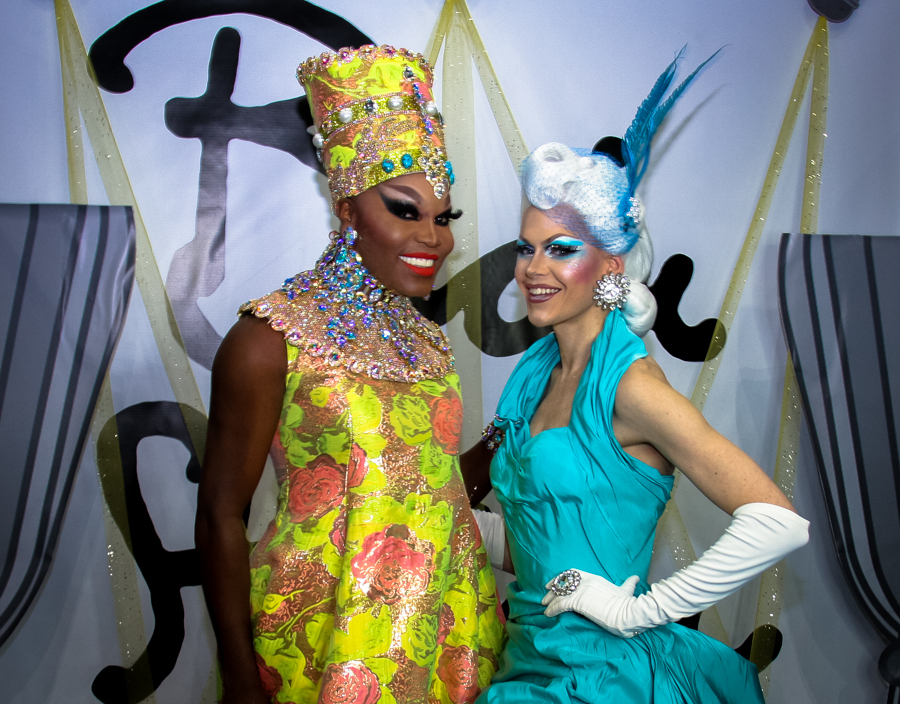
Асія О'Хара (ліворуч) та Блер Сент-Клер (праворуч) в 2018 році

Вперше Сент-Клер отримала популярність коли вона здобула титул «Міс Гей Індіани 2016». Вона була оголошена як одна з учасниць 10 сезону RuPaul's Drag Race, до того як був озвучений офіційний список учасниць, через те що була заарештована за водіння в нетверезому стані. Була першою конкурсанткою зі штату Індіана на шоу, посіла шосте місце і була переможена Віксен під час ліпсинку «за своє життя», співаючи пісню Даяни Росс «I'm Coming Out».
Остання сукня для шоу була розроблене випускником шоу "Подіум" Мондо Герра. Після Drag Race вона працювала моделлю Мондо Герра на FashioNXT у жовтні 2018 року.

### Музика
Після вибуття з шоу Сент-Клер випустила дебютний синґл «Now or Never», 27 квітня 2018. У зйомках кліпу до пісні взяли участь Джинкс Монсун, Маніла Лузон та Макс Емерсон.
Наступний синґл «Call My Life» вийшов 26 червня 2018 року. Однойменний дебютний альбом вийшов в світ через три дні. Випускниця Drag Race Аляска взяла участь в написанні шостого треку «America's Sweetheart». Альбом зайняв першу сходинку в Billboard Dance/Electronic Songs.  10 серпня 2018, вийшов ремікс EP «Call My Life». При участі: Оде Дейва, Кріса Кокса, DrewG, Гектора Фонсеки, Zambianco та Ральфі Розаріо. 25 жовтня 2018 року Сент-Клер випускає разом з відеокліпом третій синґл «Irresistible». 12 липня 2019 вона випускає синґл «Easy Love». 30 квітня 2020 року Блер випускає сингл "Empty"

## Особисте життя
Перша частина дреґ імені було взято в персонажа телесеріалу Пліткарка, а іншу їй запропонувала мати після того як пройщла вулицею Сент-Клер Стріт в даунтауні Індіанаполісу.
Сент-Клер була зґвалтована на вечірці в коледжі, про це вона розповіла на шоу RuPaul's Drag Race. У 2018 році переможець Drag Drace Бьянка Дель Ріо невдало пожартувала про зґвалтування на одному з її комедійних стендапів. Дель Ріо отримала купу негативу від шанувальників та колег королеви, та від самої Сент-Клер.

## Фільмографія

### Телебачення
| Рік  | Назва                                  | В ролі | Прим.      | Ref   |
| ---- | -------------------------------------- | ------ | ---------- | ----- |
| 2018 | RuPaul's Drag Race (10 сезон)          | Себе   | Конкурсант | [ 4 ] |
| 2018 | RuPaul's Drag Race: Untucked           | Себе   | Конкурсант | [ 4 ] |
| 2020 | RuPaul's Drag Race All Stars           | Себе   | Конкурсант |       |
| 2020 | RuPaul's Drag Race All Stars: Untucked |        | Конкурсант |       |

### Вебсеріали
| Рік  | Назва                  | У ролі | Прим.    | Ref.   |
| ---- | ---------------------- | ------ | -------- | ------ |
| 2018 | Cosmo Queens           | Себе   | Гість    | [ 28 ] |
| 2018 | Queen To Queen         | Себе   | Гість    | [ 29 ] |
| 2018 | Countdown To The Crown | Себе   | 10 сезон | [ 30 ] |
| 2018 | How To Makeup          | Себе   | Гість    | [ 31 ] |
| 2020 | Supbruh                | Себе   | Гість    | [ 32 ] |

### Музичні відео
| Рік  | Назва          | Ref    |
| ---- | -------------- | ------ |
| 2018 | "Now or Never" | [ 12 ] |
| 2018 | "Call My Life" | [ 15 ] |
| 2018 | "Irresistible" | [ 33 ] |

## Дискографія

### Студійні альбоми
| Назва        | Деталі                                                                                        | Вища сходинка   | Вища сходинка | Вища сходинка |
| Назва        | Деталі                                                                                        | US Dance/ Elec. | US Heat       | US Indie      |
| ------------ | --------------------------------------------------------------------------------------------- | --------------- | ------------- | ------------- |
| Call My Life | - Реліз: 28 червня, 2018 - Лейбл: Producer Entertainment Group - Формат: CD, digital download | 1               | 11            | 34            |
| Identity     | - Реліз: 2020                                                                                 | В очікуванні    | В очікуванні  | В очікуванні  |

### Міксовані альбоми
| Назва                 | Деталі                                                                                    |
| --------------------- | ----------------------------------------------------------------------------------------- |
| Call My Life: Remixed | - Реліз: 10 серпня, 2018 - Лейбл: Producer Entertainment Group - Формат: digital download |

### Синґли
| Назва                                   | Рік  | Найвища сходинка | Найвища сходинка | Найвища сходинка        | Альбом            |
| Назва                                   | Рік  | US Dance         | US Dance/ Elec.  | US Dance/ Elec. Digital | Альбом            |
| --------------------------------------- | ---- | ---------------- | ---------------- | ----------------------- | ----------------- |
| "Now or Never"                          | 2018 | —                | —                | 18                      | Call My Life      |
| "Call My Life"                          | 2018 | 8                | 46               | —                       | Call My Life      |
| "Irresistible"                          | 2018 | —                | —                | —                       | Call My Life      |
| "Easy Love"                             | 2019 | —                | —                | —                       | Неальбомний синґл |
| "Empty"                                 | 2020 | —                | —                | —                       | Identity          |
| "9 Lives"                               | 2020 | —                | —                |                         | Identity          |
| "Space Between" (featuring Rayvon Owen) | 2020 | —                | —                |                         | Identity          |
| "What Do I Gotta Do?"                   | 2020 | —                | —                |                         | Identity          |

 Запрошений гість
| Title                                                                     | Year | Album             |
| ------------------------------------------------------------------------- | ---- | ----------------- |
| "I'm in Love" (Разом з учасниками RuPaul's Drag Race All Stars, 5 сезону) | 2020 | Неальбомний синґл |